# Березовский, Евгений Владимирович
Евгений Владимирович Березовский (19 апреля 1962, Биробиджан, Еврейская автономная область, РСФСР, СССР — 1993) — советский игрок в хоккей с мячом. 

## Карьера
Воспитанник биробиджанского хоккея с мячом. Первый тренер — В. Коротков («Дальсельмаш»). Окончил военную кафедру СКИФ, лейтенант. С 1983 года выступал в составе хабаровского СКА. В 194 играх забил 198 мячей. В составе сборной СССР провёл 3 игры.
Мастер спорта СССР. Обладатель Кубка СССР 1988
 Серебряный призёр чемпионатов СССР — 1986, 1989 

 Бронзовый призёр чемпионатов 1984, 1985, 1988
В 1988 году был включён в список лучших игроков страны. 
Пропал без вести в 1993 году.